# Brotes verdes
Los brotes verdes (en inglés green shoots), en política, son una metáfora que se utiliza de forma coloquial y propagandística para indicar signos de recuperación económica tras una crisis.

## Historia

### En el Reino Unido
El Ministro de Hacienda del Reino Unido Norman Lamont fue el primero en utilizarla durante la recesión de 1990-1991. Entonces, Lamont fue criticado por su «insensibilidad». Shriti Vadera, Ministra de Empresa y Competitividad del Reino Unido, volvió a hacer uso de la expresión en enero de 2009 para referirse a los primeros signos de recuperación económica de la crisis económica de 2008, y de nuevo fue criticada por los medios y por políticos de la oposición.

### En los Estados Unidos
Los medios estadounidenses comenzaron a emplear la metáfora para describir las condiciones económicas internas en febrero de 2009 cuando el periódico New York Times citó a Bruce Kasman, economista jefe de JPMorgan Chase cuando dijo:

«Es demasiado pronto para entusiasmarse, pero creo que hay un par de brotes verdes que indican que no estamos cayendo tan a plomo en el primer trimestre [de 2009] como en el cuarto [de 2008]»

El Presidente de la Reserva Federal, Ben Bernanke, fue el primer cargo de la Fed en emplear públicamente esta expresión en una entrevista del 15 de marzo de 2009 para el programa 60 Minutes de la CBS. Desde febrero y marzo de 2009, los medios han hecho cada vez más uso de esta expresión para referirse a datos económicos positivos en el contexto de la crisis de 2008.

### En España
Elena Salgado, Ministra de Economía y Hacienda por el PSOE, anunció a comienzos de mayo de 2009, en referencia a los frutos del Plan E,

«(...) la situación económica está teniendo algunos brotes verdes y hay que esperar a que crezcan.»

En los días previos a las elecciones al Parlamento Europeo, en mayo y junio de 2009, la misma Salgado y otros miembros del gabinete de José Luis Rodríguez Zapatero volvieron a citar los brotes verdes.
El 2 de junio se reveló el dato de la evolución del número de desempleados en España a lo largo de mayo y que supuso el primer descenso en 14 meses. Este dato fue aprovechado por el PSOE para lanzar, tres horas después, un vídeo promocional de cara a las elecciones europeas que muestra un terreno árido en el que surge un brote verde.
Las continuadas referencias a los brotes verdes por parte del gobierno cosecharon duras críticas por políticos y medios de comunicación. Una de las críticas más sonadas vino del consejero de Sanidad de la Comunidad de Madrid, Juan José Güemes, del Partido Popular, que declaró:

«Parece que los brotes verdes son de marihuana y se los ha fumado Zapatero»

También el diputado Jordi Sevilla, del PSOE, dijo resistirse a hablar de brotes verdes en el contexto de un crecimiento económico del -3%.